# Kara Koby
Kara Koby (ros. Кара Кобы) – wieś w Rosji, w Republice Ałtaju, w rejonie ongudajskim. W 2021 liczyła 229 mieszkańców.